# Мисаковский, Станислав
Станислав Мисаковский (пол. Stanisław Misakowski; род. 8 мая 1917, Нововознесенское — 9 июля 1996, Жирардув) — польский поэт украинского происхождения, прозаик, драматург, культурный деятель.

## Биография

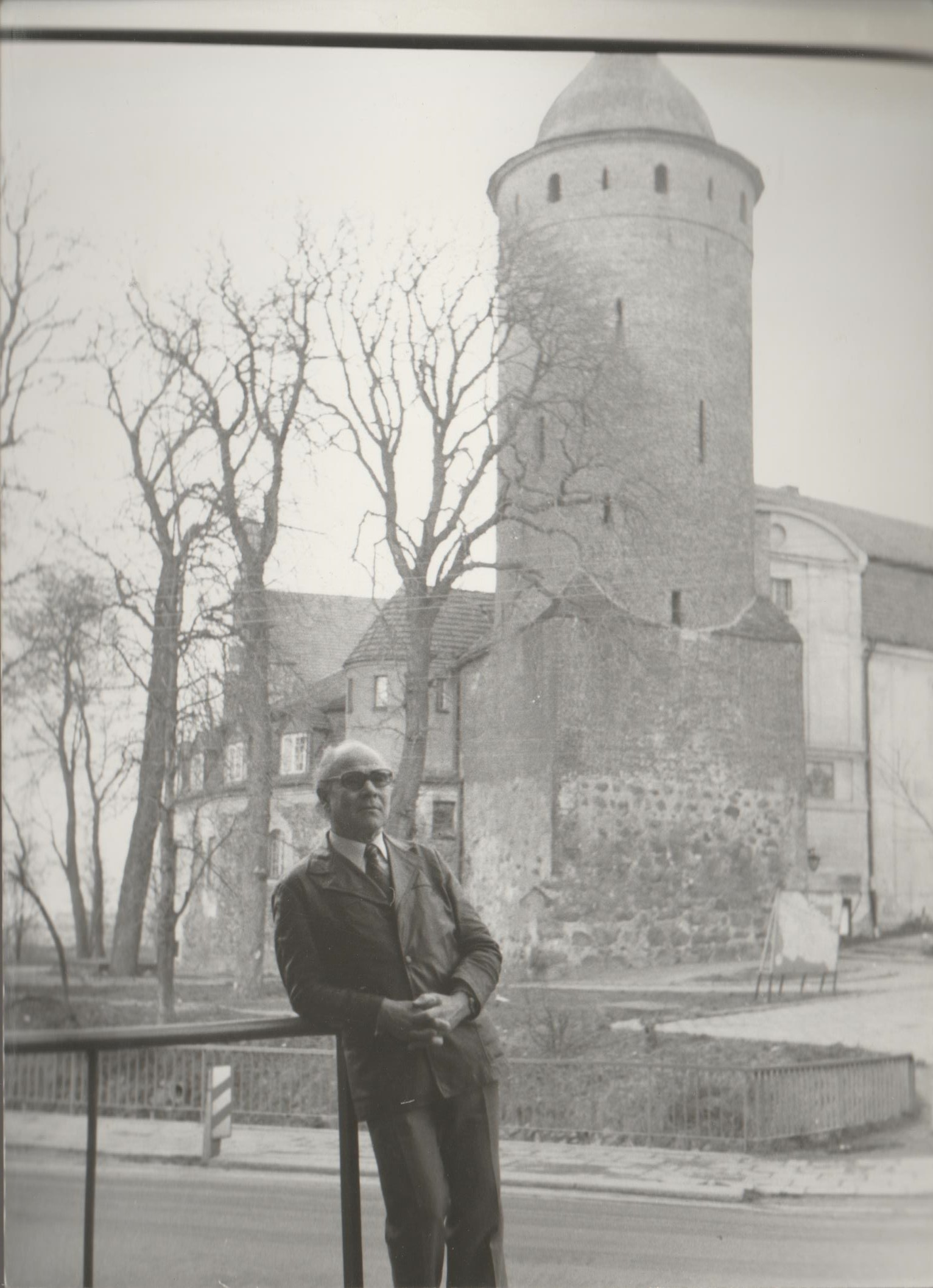
Станислав Мисаковский перед замком в Свидвине

Родился в 1917 году в селе Нововознесенское в Херсонской губернии в семье кулака Феофана Демянока. С приходом политики раскулачивания в стране семья переехала на Северный Кавказ. Владимир Демянок в бедственном положении дел кочевал по всей стране в поисках лучшей жизни. После вернулся к своей семье и окончил школу. В 1939 году окончил Ставропольский сельскохозяйственный институт. С началом войны попадает на фронт. Под Оршей оказывается в окружении и попадает в немецкий плен. После трёх лет скитаний по концлагерях оказался в американской зоне оккупации, но перешел демаркационную линию и, наткнувшись на советскую армию, попросился снова на фронт. После нескольких недель пребывания с советской армией был арестован офицером Смерша, поскольку ранее находился в немецком плену. Вместе с тремя арестованными сбежал из-под ареста. В конце 1944 года найдя убежище в глухом хуторе нанялся на работу к польскому крестьянину. Во время работы оформил фальшивые документы на имя под которым известен поныне — Станислав Мисаковский. За время работы на ферме крестьянина изучил польский язык. После войны и изменениях на территории Польши, теперешнему Станиславу пришлось часто менять место жительства. Вначале он жил в Люблинском крае, затем переехал в Померанию. Он жил последовательно в Колаче под Полчин-Здруем, в Свидвине и в Слупске.
С 1964 года он был членом Союза польских писателей. В 1969 году он стал президентом творческой группы «Баста», объединившей поэтов, художников и фотографов. С 1980 года — член Авторского объединения ЗАИКС. В 1978 году был зачислен в Международную академию поэтов в Кембридже, в 1980 году — в Ассоциацию научной фантастики и поэзии. Он получил множество наград и отличий: Премия Кошалинского воеводства 1974 г., Премия еженедельника «Факты» 1978 г., Знак «Заслуженный популяризатор знаний», Почетный гражданин Свидвинского замка.
Станислав Мисаковский умер в возрасте 79 лет после нескольких месяцев болезни. Похоронен на приходском кладбище в Жирардове.

## Творчество
- Kiedy nadchodzi noc (poezje), Wydawnictwo Poznańskie, Poznań 1963.
- Jest taki świat (poezje), Iskry, Warszawa 1964.
- Sydonia (poemat historyczny), Wydawnictwo Poznańskie, Poznań 1970.
- Sydonia, wydanie II, Poznań 1978[2].
- Do utraty snu, Wydawnictwo Morskie, Gdańsk 1971.
- Dwa okna, Wydawnictwo Poznańskie, Poznań 1972.
- Mój stary dobry świat (miniatury prozatorskie), Wydawnictwo Poznańskie, Poznań 1973.
- List (poezje), Ludowa Spółdzielnia Wydawnicza, Warszawa 1975.
- Gdziekolwiek z dala od świata (wiersze, proza poetycka), Wydawnictwo Poznańskie, Poznań 1976.
- Hołobie (poezje), Spółdzielnia Wydawnicza «Czytelnik», Warszawa 1978.
- Listopad 1977 r. Świdwin-Zamek (3).jpg|mały|Stanisław Misakowski na dziedzińcu Zamku w Świdwinie, listopad 1977 rok.Poezje Wybrane, seria Biblioteka Poetów, Ludowa Spółdzielnia Wydawnicza, Warszawa 1980.
- Poezje (wybór wierszy i prozy poetyckiej), Wydawnictwo Poznańskie, Poznań 1979.
- Ku tobie ciągną moje drzewa (poezje), Młodzieżowa Agencja Wydawnicza, Warszawa 1980.
- Nie ma wyboru (poezje), Państwowy Instytut Wydawniczy, Warszawa 1980.
- Zaświat (dramat), Ministerstwo Kultury i Sztuki, Warszawa 1980.
- Przybysze (dramat), 1982
- Trzy chwile (poezje), Wydawnictwo Literackie, Kraków 1983.
- Żarna (poezje), Wydawnictwo Poznańskie, Poznań 1985.
- Gdy wychodzisz z domu, (wiersze, proza poetycka), Wydawnictwo Miniatura s-ka z o.o., Kraków 1990.
- Nie powiedziałem, Я не сказал (poezja i proza poetycka z lat 1957—1990, wybór i przekład A. Bazylewskij), Wydawnictwo Вахазар, Moskwa 1992.
- To, czego nie ma (poezje, proza poetycka), Państwowy Instytut Wydawniczy, Warszawa 1994.
- Zmarznięta Ziemia, Замерзшая земля, seria Polsko — Rosyjska Biblioteka Poetycka, przekład na rosyjski A. Bazylewskij), Wydawnictwo Adam Marszałek, Toruń 2004, Wydawnictwo Вахазар, Moskwa 2004.
- WFD czyli człowiek, który sam nie wie, kim jest, Wydawnictwo Adam Marszałek, Toruń 2017.

## Память
С 2004 года его именем названа одна из улиц Жирардова. Постановлением № XXXII/259/17 от 27 сентября 2017 года Свидвинская городская дума присвоила Станиславу Мисаковскому «за выдающиеся заслуги перед городом Свидвин в знак признания его вклада в развитие и известность» звание «Почетный гражданин Город Свидвин». В том же году на замке в Свидвине была открыта мемориальная доска в память о Станиславе Мисаковском, поэте, писателе и культурном деятеле.

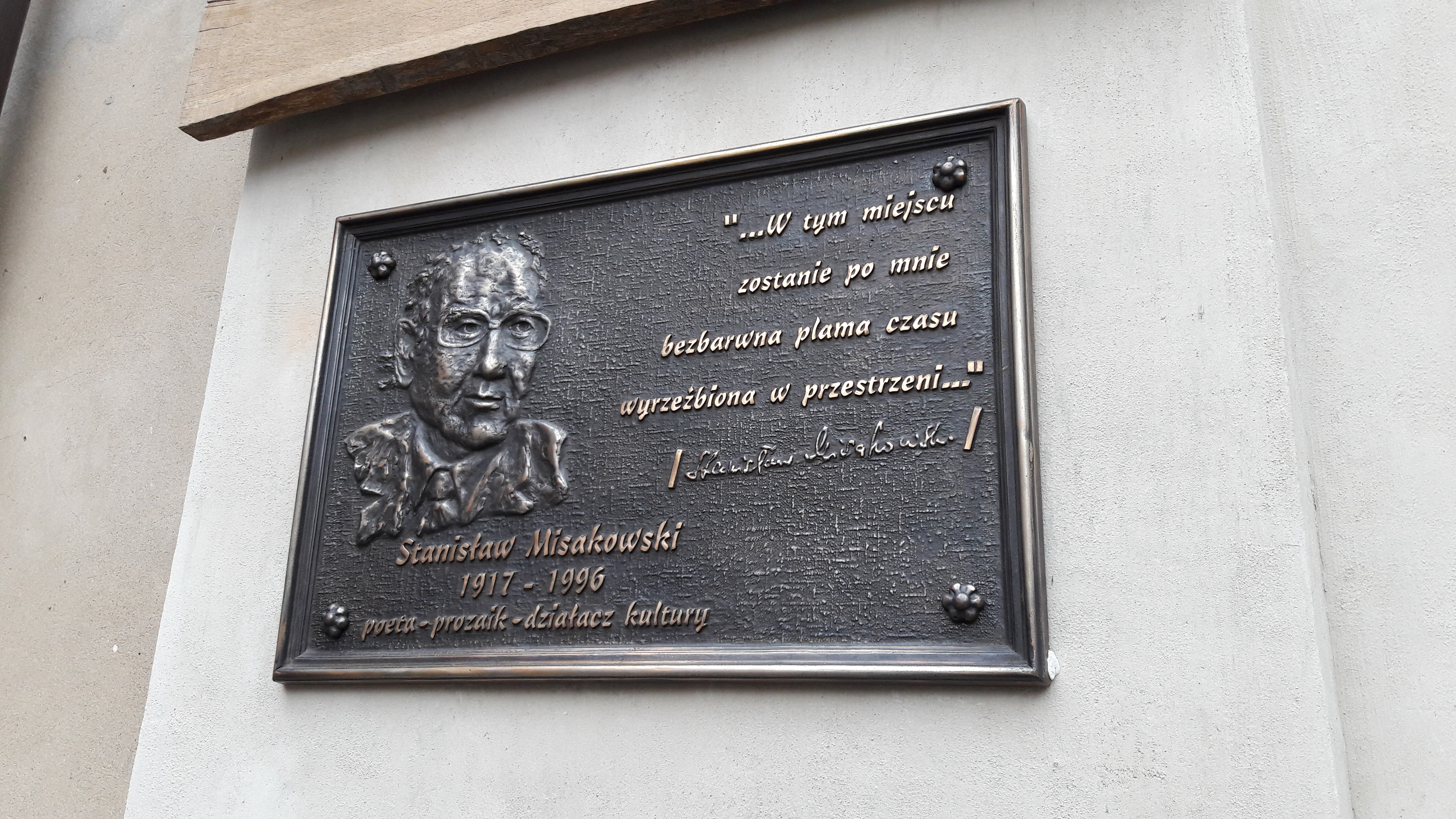
Памятная табличка

## Награды
- Премия Кошалинского воеводства (1974)
- Премия еженедельника «Факты» (1978)
- Знак «Заслуженный популяризатор знаний»